# King Island Airlines
King Island Airlines — невелика австралійська регіональна комерційна авіакомпанія, що базується в аеропорту Мураббін, розташованому недалеко від Мельбурну (штат Вікторія, Австралія). Вона належить компанії Matakana Nominees Pty Ltd і спеціалізується в польотах на острів Кінг (штат Тасманія, Австралія), розташований в Бассовом протоці у північно-західній частині острова Тасманія.

## Повітряний флот

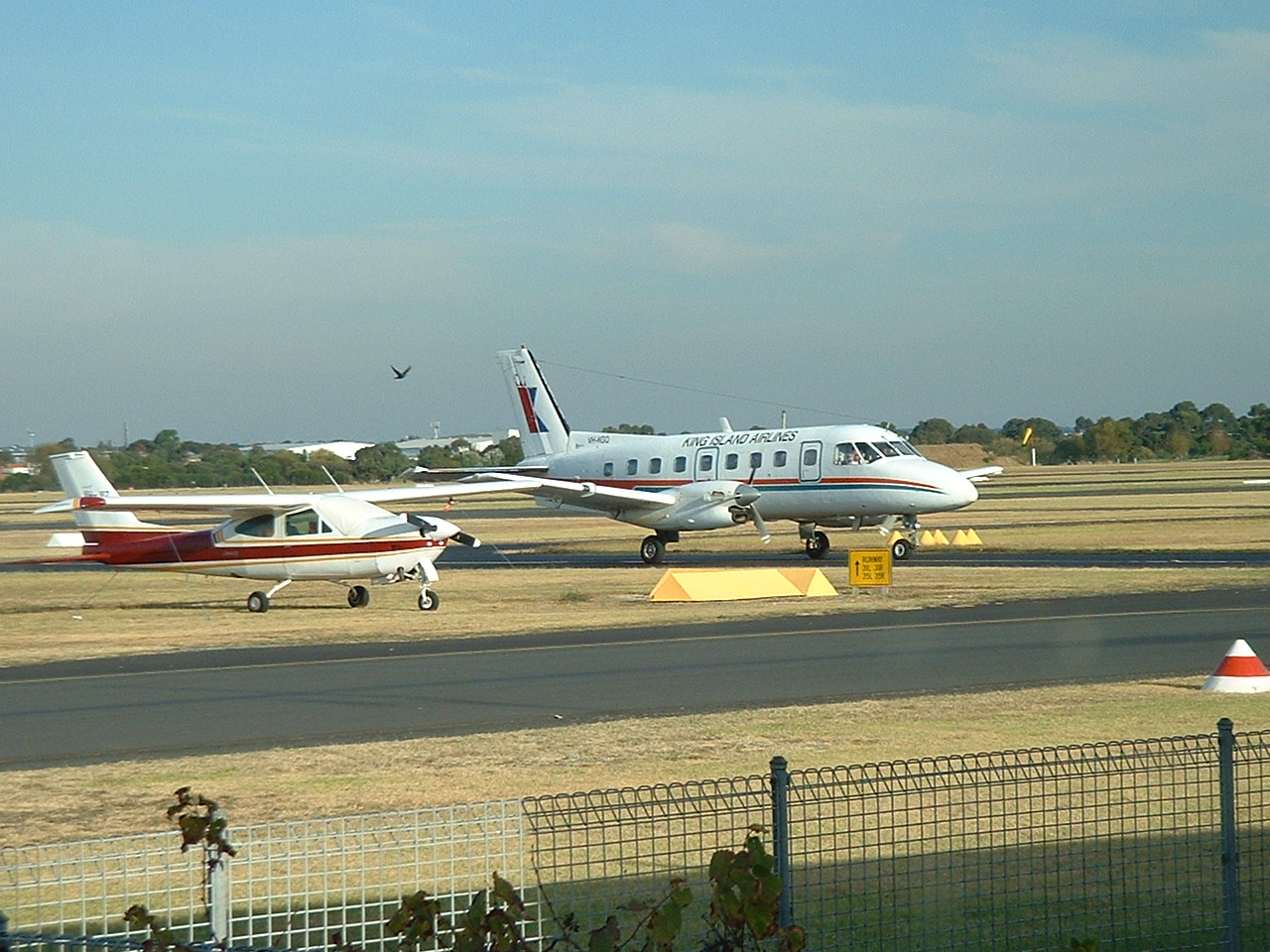
Літак авіакомпанії King Island Airlines в аеропорту Мураббін

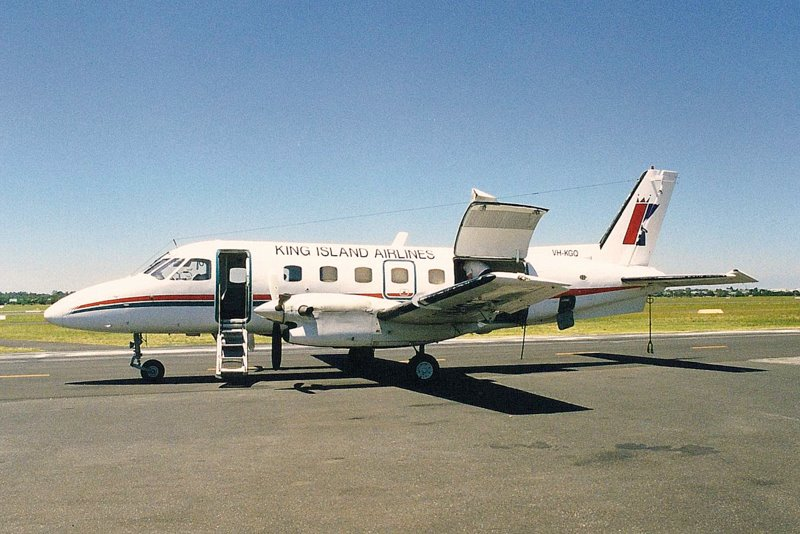
Embraer EMB 110 Bandeirante авіакомпанії King Island Airlines

Станом на лютий 2015 року повітряний флот авіакомпанії King Island Airlines складали наступні літаки:

## Маршрутна мережа
В лютому 2015 року маршрутна мережа регулярних пасажирських перевезень авіакомпанії King Island Airlines включала в себе наступні пункти призначення:
| Місто             | Країна    | ІАТА | ІКАО | Аеропорт             |
| ----------------- | --------- | ---- | ---- | -------------------- |
| Мельбурн-Мураббін | Австралія | MBW  | YMMB | аеропорт Мураббін    |
| Острів Кінг       | Австралія | KNS  | YKII | аеропорт Кінг-Айленд |

На лютий 2015 року, King Island Airlines здійснювала 12 польотів в тиждень між аеропортами Мураббін і Кінг-Айленд (по два польоту в будні дні, і по одному в суботу і неділю). Політ в один кінець займає приблизно 45 хвилин.
Окрім King Island Airlines, аеропорт острова Кінг здійснюють регулярні рейси авіакомпанії Regional Express Airlines (з Мельбурна), Tasair (з Девонпорта) і Airlines of Tasmania (з Берні).